# Derlis Villagra
Derlis Nenrhod Villagra Arzamendia (Piribebuy, Paraguay, 16 de enero de 1940-Asunción, 1975) fue un tipógrafo, y uno de los secretarios-generales de la Juventud Comunista Paraguaya, hasta el año 1975, cuando fue apresado y asesinado por la policía de la dictadura de Alfredo Stroessner.

## Biografía
Nació en la ciudad de Piribebuy, del Departamento de Cordillera, el 16 de enero de 1940, de padre Marciano Villagra, y Sara Arzamendia.
Participó como dirigente estudiantil del Colegio Nacional de la Capital, de Asunción, luchando contra la dictadura de Alfredo Stroessner.
Fue detenido por primera vez el 1 de mayo de 1957. Luego, fue nuevamente arrestado el 27 de agosto de 1959 y el 30 de enero de 1960. El 2 de octubre de 1961, se fugaría de la prisión, para seguír en la militancia de la Federación de Estudiantes Democráticos Revolucionarios (FEDRE) en la Juventud Comunista.
Fue apresado nuevamente el 23 de junio de 1965, donde recibió un disparo, y perdió un riñón a causa de ello. Fue puesto nuevamente en libertad el 7 de noviembre de 1972.
En 1975, fue apresado durante la noche del 30 de noviembre, junto a Miguel Ángel Soler, Secretario General del Partido Comunista Paraguayo y Octavio Rubén González Acosta, miembro del Comité Central de dicho partido. Unos días después, muere por causa de la tortura que sufrió por parte de la policía.
En 1976, nació el hijo de Derlis Villagra, Derlis Villagra Ramírez, en la prisión de Emboscada, cuando su madre se encontraba presa. Es, como su padre, miembro del Partido Comunista, y en 2010, se presentó en las elecciones internas del Frente Guasú(coalición de la cual el PCP es miembro) para candidato a concejal.
El 23 de diciembre de 1992, con el descubrimiento de los Archivos del Terror, se descubrieron la cédula de identidad y otros documentos personales de Villagra, así como también fotos suyas.
El martes 19 de agosto de 1997, 22 años luego de su desaparición, la jueza María Jesús Bogado de Schubeius, tras una demanda promovida por Marciano Villagra, reconoce el fallecimiento de Derlis Villagra, debido a las torturas propugnadas por la policía, en 1975.